# Chorizo de Bilbao
El chorizo de Bilbao, también llamado Chorizo Bilbao, es un embutido elaborado con carne de cerdo seca. A pesar de su nombre, es nativo de Filipinas, no de Bilbao (España). Su nombre fue adoptado por Vicente Genato, de la Genato Commercial Corporation, en Manila, la primera marca que comenzó a producirlo, por la ciudad natal de la familia de Genato. Hoy, la mayor parte de la producción se ha trasladado a la empresa estadounidense Marca El Rey, que le copió el branding. 
Este chorizo es popular en Filipinas y en las comunidades filipinoamericanas de los Estados Unidos. 
Los ingredientes del chorizo de Bilbao son en su mayoría idénticos a otras longganisas filipinas, aunque se le añade pimentón como a la versión española (el chorizo). También se caracteriza por su textura seca.